# Irma Vep (miniserie)
Irma Vep is een comedydrama-miniserie die bedacht, geschreven en geregisseerd is door de Franse filmmaker Olivier Assayas voor HBO. Het is gebaseerd op de gelijknamige film van Assayas uit 1996. De serie kende haar première op 6 juni 2022 en kent in totaal acht afleveringen.

## Plot
De serie draait om de Amerikaanse actrice Mira die gedesillusioneerd is geraakt door haar carrière en een recente stukgelopen relatie. Zij is naar Frankrijk afgereisd om te spelen in "Irma Vep", een remake van de Franse stille film Les Vampires. Mira worstelt terwijl het onderscheid tussen haarzelf en het personage dat ze speelt begint te vervagen en samen te smelten.

## Rolverdeling
- Alicia Vikander - Mira Harberg, de Amerikaans-Zweedse actrice. Vikander speelt in flashbackscenes ook de rol van Musidora.
- Vincent Macaigne - René Vidal, de Franse regisseur.
- Adria Arjona - Larie, Mira's ex-assistent en ex-geliefde.
- Byron Bowers - Herman Ray, een filmmaker uit Hollywood.
- Jeanne Balibar - Zoë, kostuumontwerper.
- Vincent Lacoste - Edmon Lagrange, een Franse acteur.
- Hippolyte Girardot - Robert Danjou, een Franse acteur.
- Tom Sturridge - Eamonn, de ex van Mira.

## Ontvangst
Op Rotten Tomatoes heeft Irma Vep een score van 95 procent op de tomatenmeter en 62 procent voor de publieksscore. Recensent Mark Moorman van de Volkskrant schreef over de serie: "...is veel meer een aangename ode aan de georganiseerde chaos van een filmset dan een intellectuele puzzel over de route die de Franse cinema heeft afgelegd van zwijgende film tot streamingserie".